# Польський народний референдум (1946)
Польський народний референдум (1946) — народний референдум, проведений у Польщі 30 червня 1946 року, також відомий як Тричі так (Trzy razy tak, часто скорочують до 3×TAK). Референдум було оголошено Крайовою Радою Народовою 27 квітня 1946 р. Референдум мав засвідчити підтримку комуністичного режиму у Польщі напередодні виборів до Законодавчого сейму Польщі у 1947 р. Результати референдуму було сфальсифіковано комуністичним керівництвом Польщі за підтримки СРСР.

## Питання, що були винесені на референдум
1. Чи згодні ви з ліквідацією Сенату?
2. Чи бажаєте ствердження у майбутній Конституції економічного ладу, заснованого на аграрній реформі та націоналізації основних галузей народного господарства при збереженні деяких визначених законом прав приватної ініціативи?
3. Чи бажаєте ви затвердження західних кордонів Польщі по Балтиці, Одрі та Нисі-Лужицькій?

## Агітація

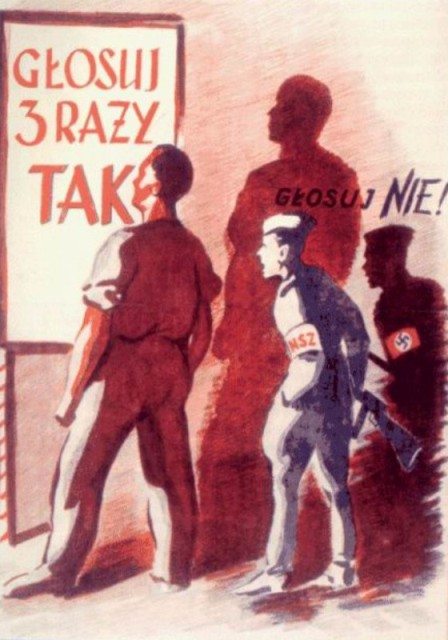
Польський пропагандистський плакат 1946 року, що закликає голосувати «три рази так». За людиною, що читає плакат, солдат Національних збройних сил (NSZ), зображений у вигляді нацистського колабораціоніста, закликає голосувати «ні».

Партії прокомуністичного Демократичного блоку (ПРП, Соціалістична партія, Демократична партія та Народна партія) активно агітували за голосування «три рази так», тоді як некомуністичні партії виступали за інші комбінації відповідей. Неофіційно референдум розглядався як питання підтримки або непідтримки комуністичного режиму.
Польська народна партія та Трудова партія, які розуміли, що насправді цим голосуванням вирішується питання польської незалежності та майбутнього країни, закликали голосувати «ні» з першого питання, незважаючи на те, що вони були проти існування сенату ще до війни.
Більшість електорату PSL проживала у сільських районах, та підтримувала аграрну реформу, тому партія визнала неможливим голосування «ні» з другого питання. Проте опозиційна думка партії з першого питання була використана комуністичним режимом для того, щоб оголосити найбільш ліберальних активістів PSL «зрадниками».
Католицькі групи підтримували «ні» з першого питання, «так» з третього, залишаючи друге на власний розсуд виборців.
Партія Волі та Незалежності виступала проти перших двох питань, у той час як представники Національних збройних сил виступали проти всіх трьох питань на знак протесту проти анексії східних територій Польщі (відомих як Східні креси) з боку Радянського Союзу.

## Підготовка до фальсифікації
У цілях проведення та захисту референдуму політбюро ПРП (Польської робітничої партії, PPR) створило в березні 1946 року Національну комісію з безпеки, яка мала сприяти координації дій партій LWP, WOP, KBW, UB, MO та ORMO. Також завданням комісії була ліквідація націоналістичного підпілля та вбивство політиків від партії PSL.
Операція з фальсифікації референдуму проводилася під керуванням групи радянських спецслужбістів під керівництвом полковника Арона Палкіна, який обіймав посаду керівника відділу безпеки МДБ СРСР, та прибув до Варшави 20 червня 1946 року. Вже 22 червня відбулась нарада, на якій Болеслав Берут, Владислав Гомулка та радянський радник при польському Міністерстві громадської безпеки (МГБ) полковник Семен Давидов обговорили технічні деталі фальсифікації результатів референдуму. За результатами цього плану офіцери МГБ створили заново 5994 протоколи виборчих дільниць і підробили 40 000 підписів членів виборчих комісій. Пакунки з реальними протоколами було передано радянським представникам під особистим контролем Станіслава Радкевича.

## Результати референдуму

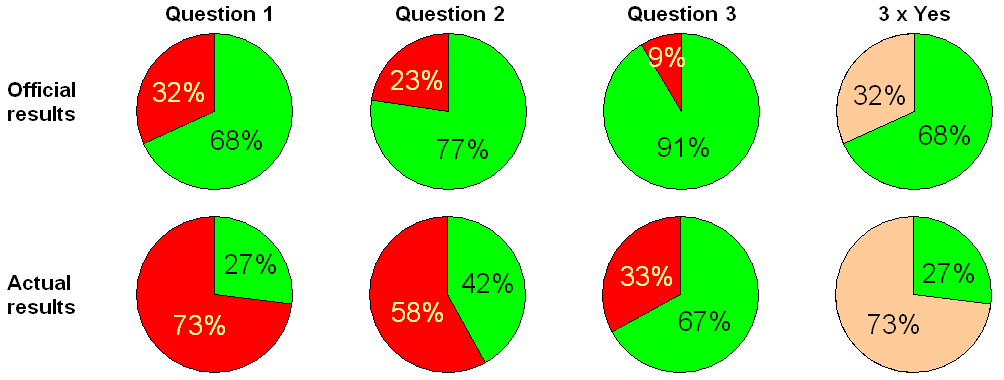
Різниця між офіційними та реальними результатами референдуму